# ひらけ!チューリップ
『ひらけ!チューリップ』は、日本のお笑いタレント、間寛平の歌唱による、パチンコを題材としたコミックソングである。また、本項では同曲をモチーフとした映画作品『濡れた欲情・ひらけ!チューリップ』（ぬれたよくじょう - ）についても記述する。

## 概要
- 作詞・作曲：山本正之　編曲：市久
- 1975年8月25日リリース（徳間音楽工業）
- オリコン最高位は1975年10月27日付の第25位だった。[1]
- この企画は、作詞作曲の山本正之の事務所を突如訪れた大阪の音楽制作会社の社長から依頼されたものであり[2]、間寛平のトークによる「最初は桂三枝に持ち込まれた企画」「吉本興業の社長がこれを拒否」[3]は、間寛平のリップサービスであり、そのような事実はない。
- 作詞・作曲の山本にとっては前年の『燃えよドラゴンズ!』を上回るヒット曲となる。
- 山本が音楽&ドンファンファン伯爵役を演じた『タイムボカンシリーズ』の1本『ヤットデタマン』（1981年放送）では、最終回、ジュジャクが入った洞窟の扉を開けようとした伯爵が、「ひらけ!チューリップ」と唱えた。
- 1991年にHI-MEが『わたしの777 NEWひらけ!チューリップ』としてカバーした。
- 1994年11月21日に間寛平がリリースしたシングルCD『なめくじ君』に、カップリング曲として『平成版!ひらけチューリップ デジパチ編』（作詞：間寛平、作曲：山本正之）が収録された。
- 2000年に発売された山本のアルバム『十三の魔王』にセルフカバー版が収録された。

## 映画「濡れた欲情・ひらけ!チューリップ」
- 製作：日活（1975年12月24日封切）
- 脚本：神代辰巳、岸田理生
- 音楽：山本正之
- 監督：神代辰巳

出演
- 明（パチプロ見習い）：石井まさみ
- 洋（ゴト師）：安達清康
- 牧子（パチンコ店店員）：芹明香
- 田村：江角英明
- 西野：高橋明
- さゆり：谷ナオミ
- 明の義父：間寛平
- 弁護士：小松方正
- 質屋の老人：浜村純　他